# Familienbonus Plus

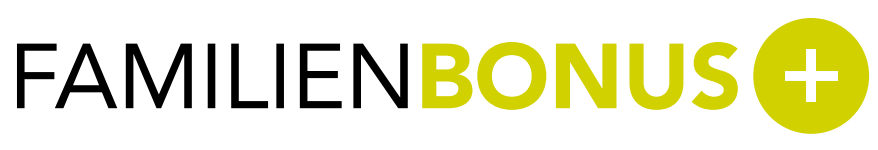
Vom Bundesministerium für Finanzen verwendetes Logo für Öffentlichkeitsarbeit

Der Familienbonus Plus ist eine von der Bundesregierung Kurz I beschlossene Steuerentlastung in Form eines Steuerabsetzbetrages für Familien in Österreich.

## Hintergrund
Im Nationalrats-Wahlkampf 2017 forderten Sebastian Kurz beziehungsweise die ÖVP eine steuerliche Entlastung für Familien in der Höhe von 1500 Euro pro Kind und Jahr als einen Teil der familienpolitischen Ziele für die neue Gesetzgebungsperiode. Im Rahmen der Verhandlungen über die Regierungsbildung zwischen ÖVP und FPÖ Ende 2017 wurde diese Forderung der Volkspartei untergeordnet im Kapitel Fairness und Gerechtigkeit ins Regierungsprogramm übernommen. Die Ausführung in Form eines Steuerabsetzbetrages, der die Einkommensteuer direkt reduziert, begründen ÖVP und FPÖ damit, dass Familien, die einen größeren Teil der Steuerlast tragen, auch eine größere Entlastung erfahren sollten. Zudem soll eine Vereinfachung der steuerlichen Entlastungen für Familien stattfinden.
Im Juli 2018 wurde der Familienbonus Plus sowohl von National- als auch Bundesrat beschlossen und gilt seit 1. Jänner 2019 in vollem Umfang.
Laut Bundesministerium für Finanzen soll der Familienbonus Plus insgesamt 950.000 Familien und ca. 1,6 Millionen Kinder in Österreich von bis zu 1,5 Milliarden Euro Einkommensteuer entlasten; demnach wäre dies die größte Entlastungsmaßnahme für Familien seit dem Bestehen der zweiten Republik.

## Prinzip

### Grundsätzliches
Der Familienbonus Plus ist ein Steuerabsetzbetrag, den Erziehungsberechtigte eines Kindes, für das Familienbeihilfe bezogen wird, von der Einkommenssteuer absetzen können. Der Betrag von bis zu 2000 Euro pro Kind und Jahr wird dabei direkt vom errechneten Steuerbetrag abgezogen, ist aber nicht negativsteuerfähig, somit kann die maximale Höhe von 2000 Euro nur geltend gemacht werden, wenn entsprechend viel Einkommenssteuer tatsächlich bezahlt werden müsste. Der Familienbonus Plus wirkt damit ähnlich wie der Kinderabsetzbetrag, mit dem Unterschied, dass dieser auch negativsteuerfähig ist. Der Familienbonus Plus hat als Absetzbetrag die höchste Priorität und wirkt somit immer in der größtmöglichen Höhe.
Vor dem 1. Juli 2022 betrug der Familienbonus 1.500 Euro pro Kind.
Für Kinder, die bereits volljährig sind, kann ein verminderter Familienbonus Plus in Höhe von 650 Euro pro Kind und Jahr geltend gemacht werden, solange Familienbeihilfe bezogen wird (vor dem 1. Juli 2022 500 Euro). Für Kinder mit Behinderung gibt es keinen höheren Familienbonus Plus, ungeachtet der höheren Familienbeihilfe. Nach dem gleichen Prinzip gibt es auch keine Geschwisterstaffelung.
Mit der Einführung des Familienbonus Plus sind die Kinderbetreuungskosten nicht mehr von der Einkommenssteuerbemessungsgrundlage absetzbar; zudem entfällt der Kinderfreibetrag, der ebenfalls die Bemessungsgrundlage reduziert hat. Die bisherigen Instrumente der Familienbeihilfe (mit Geschwisterstaffelung), die Absetzbeträge für Alleinerzieher und Alleinverdiener sowie der Kinderabsetzbetrag bleiben bestehen.

### Aufteilung auf mehrere Elternteile
Sind mehrere Elternteile einkommenssteuerpflichtig, kann der Familienbonus Plus entweder nur von einem Elternteil geltend gemacht werden oder in gleichen Teilen (also jeweils 1.000 Euro) auf beide Elternteile aufgeteilt werden. Die gleiche Regelung gilt beim reduzierten Familienbonus Plus für volljährige Kinder.
Leben die Eltern getrennt, können sie sich auf eine Aufteilung wie oben beschrieben einigen, ansonsten greift automatisch eine Aufteilung in gleiche Teile. Bis Ende 2021 galt eine befristete Regelung, nach der jener Elternteil, der überwiegend die Kinderbetreuungskosten getragen hat, einen Anteil von 90 Prozent (entspricht 1350 Euro) erhielt. Ist ein Elternteil unterhaltspflichtig und leistet keinen Unterhalt, so steht dem anderen Elternteil automatisch der volle Familienbonus Plus zu.

### Geltendmachung
Der Familienbonus Plus kann bei unselbstständig Erwerbstätigen beim Arbeitgeber angemeldet werden und wird somit bereits monatlich berücksichtigt. Alternativ kann man den Familienbonus Plus auch erst in der Arbeitnehmerveranlagung beziehungsweise Einkommensteuererklärung absetzen und erhält somit den vollen Betrag in einer Summe gutgeschrieben. Ein ähnliches Prinzip wird beispielsweise bereits beim Pendlereuro angewandt.

### Kindermehrbetrag
Wenn die Einkommenssteuer pro Jahr zwischen 450 und null Euro beträgt und der Alleinverdiener- oder Alleinerzieherabsetzbetrag zusteht, erhält ein Elternteil den Kindermehrbetrag in Höhe von bis zu 450 Euro pro Kind und Jahr (vor dem 1. Juli 2022 250 Euro). Die Höhe des Kindermehrbetrages ergibt sich aus der Differenz zwischen der errechneten Einkommensteuer (vor Abzug der Absetzbeträge) und 450 Euro pro Kind. In diesem Fall steht der Familienbonus Plus für diesen Elternteil nicht mehr zur Verfügung, kann aber vom anderen Elternteil (zur Hälfte) geltend gemacht werden, wenn die Voraussetzungen gegeben sind.

### Ausnahmen
Der Familienbonus Plus steht Kindern, die außerhalb der EU, des EWR oder der Schweiz leben, nicht zu, ebenso wenig wie Kindern von Eltern, die mehr als 330 Tage im Jahr Mindestsicherungsempfänger waren. Lebt ein Kind außerhalb von Österreich in der EU, dem EWR oder der Schweiz, wird der Familienbonus Plus in einer an das Preisniveau des Wohnorts angepassten Höhe (Indexierung) von der Einkommensteuer abgezogen.

## Kritik
Die SPÖ kritisierte, dass die beschlossenen Maßnahmen lediglich jenen Familien helfen würden, die bereits über genügend finanzielle Mittel für die Kinder verfügen würden. Familien mit geringem Einkommen und besonders Alleinerzieher würden aber keinen oder nur einen sehr geringen Vorteil haben. Der Finanzsprecher der SPÖ, Kai Jan Krainer, bezeichnete den Familienbonus Plus gar als Familienmalus. Mit dem erwarteten Volumen von ca. 1,5 Milliarden Euro wäre laut SPÖ ein Ausbau der Kinderbetreuung in ganz Österreich samt besseren Bedingungen hinsichtlich Bezahlung der Pädagogen und Öffnungszeiten möglich.
Einer ähnlichen Argumentation folgt die Liste Jetzt – Liste Pilz, die kritisierte, dass durch den Familienbonus Plus eine Umverteilung von unten nach oben stattfinde, die Einkommensschere weiter geöffnet werde und zudem Kinder nur aufgrund des Einkommens ihrer Eltern gefördert werden würden.
Die Neos sahen in der Entlastung einer großen Anzahl an Bürgern eine positive Entwicklung, kritisierten aber die ihrer Meinung nach europarechtswidrige Anpassung der Familienleistungen an das Preisniveau des Wohnsitzes.